# Großsteingräber bei Westersode
Die Großsteingräber bei Westersode waren mehrere megalithische Grabanlagen unbekannter Zahl der jungsteinzeitlichen Trichterbecherkultur bei Westersode, einer Ortschaft von Hemmoor im Landkreis Cuxhaven (Niedersachsen). Sie wurden im 19. Jahrhundert zerstört. Ihr genauer Standort ist nicht überliefert. Auch über Ausrichtung, Maße und Grabtyp liegen keine näheren Angaben vor. Südlich von Westersode lagen die Großsteingräber bei Heeßel, südöstlich die Großsteingräber bei Warstade.